# Messena mouhoti
Messena mouhoti är en insektsart som beskrevs av William Lucas Distant 1906. Messena mouhoti ingår i släktet Messena och familjen Eurybrachidae. Inga underarter finns listade i Catalogue of Life.